# ロバート・ネラー
ロバート・ブレイク・ネラー（英語: Robert Blake Neller、1953年2月9日 - ）は、アメリカ合衆国の海兵隊員。
ミシガン州イーストランシング出身。バージニア大学を卒業、1975年に海兵隊入隊。2005年-2007年、イラク・アンバール県で部隊の指揮を担当。のち第2海兵遠征軍総軍司令官を経て、2015年9月24日、第37代アメリカ海兵隊総司令官に就任。
2019年11月に旭日大綬章を受賞。